# Manhattan Beach (Californie)
Pour les articles homonymes, voir Manhattan Beach.
Manhattan Beach est une ville située dans le comté de Los Angeles, dans l'État de Californie aux États-Unis, sur la côte pacifique, au sud de El Segundo et au nord de Hermosa Beach. Sa population s’élevait à 35 135 habitants lors du recensement de 2010, estimée à 35 924 habitants en 2017.

## Géographie
Selon le Bureau de recensement, sa superficie est de 26,8 km2, dont 16,7 km2 maritimes, soit 62,07 % du total.

## Démographie
| Groupe            | Manhattan Beach | Californie | États-Unis |
| ----------------- | --------------- | ---------- | ---------- |
| Blancs            | 84,5            | 57,6       | 72,4       |
| Asiatiques        | 8,6             | 13,1       | 4,8        |
| Métis             | 4,6             | 4,9        | 2,9        |
| Autres            | 1,2             | 17,0       | 6,2        |
| Afro-Américains   | 0,8             | 6,2        | 12,6       |
| Amérindiens       | 0,2             | 1,0        | 0,9        |
| Océaniens         | 0,1             | 0,4        | 0,2        |
| Total             | 100             | 100        | 100        |
|                   |                 |            |            |
| Latino-Américains | 6,9             | 37,6       | 16,7       |

Selon l'American Community Survey, en 2010, 85,01 % de la population âgée de plus de 5 ans déclare parler l'anglais à la maison, 5,24 % déclare parler l'espagnol, 2,52 % une langue chinoise, 1,11 % le coréen, 1,08 % le français, 0,73 % le persan, 0,66 % l'hindi et 3,64 % une autre langue.
| 1920 | 1930  | 1940  | 1950   | 1960   | 1970   |
| ---- | ----- | ----- | ------ | ------ | ------ |
| 859  | 1 891 | 6 398 | 17 330 | 33 934 | 35 352 |

| 1980   | 1990   | 2000   | 2010   | - | - |
| ------ | ------ | ------ | ------ | - | - |
| 31 542 | 32 063 | 33 852 | 35 135 | - | - |

## Économie
- Manhattan Beach Studios géré par la société Raleigh Studios